# Santa María, Jalpan
Santa María är en ort i Mexiko.   Den ligger i kommunen Jalpan och delstaten Puebla, i den sydöstra delen av landet, 180 km nordost om huvudstaden Mexico City. Santa María ligger 550 meter över havet och antalet invånare är 121.
Terrängen runt Santa María är huvudsakligen kuperad, men åt nordost är den platt. Santa María ligger uppe på en höjd. Runt Santa María är det ganska tätbefolkat, med 134 invånare per kvadratkilometer. Närmaste större samhälle är Venustiano Carranza, 18,4 km öster om Santa María. Omgivningarna runt Santa María är en mosaik av jordbruksmark och naturlig växtlighet.